# ヴァージン・プロデュースド
Virgin Producedは、イギリスのヴァージン・グループの映画、テレビ、エンターテインメント部門。
最高経営責任者はジェイソン・フェルツ、最高クリエイティブ責任者/CCOはジャスティン・バーフィールドが務めている。

## 社歴
ヴァージン・プロデュースドは、2010年に設立された。リチャード・ブランソン卿のヴァージン・グループの映画・テレビの企画、パッケージ化、制作部門で、共同設立者兼CEOのジェイソン・フェルツとチーフ・クリエイティブ・オフィサー/CCOのジャスティン・バーフィールドが率いている。Virgin Producedには、放送局やケーブルネットワークで開発中のプロジェクトがある。

## ヴァージン・プロデュースド・チャンネル
2012年4月、Virgin Producedは独自のデジタルネットワーク「Virgin Produced Channel」を立ち上げ、ライフスタイル、音楽、旅行、テクノロジー、コメディーなどの番組を、現在、ヴァージン・アメリカ、ヴァージン・オーストラリア、ヴァージン・ホテルズで配信している。

## ヴァージン・プロデュースド・インド
2013年、Virgin Producedは、ボリウッドでの映画・テレビコンテンツの開発、パッケージ化、制作、配信するVirgin Produced Indiaを立ち上げた。

## フィルモグラフィ
- リミットレス Limitless（2011年3月18日）
- マシンガン・プリーチャー Machine Gun Preacher（2011年9月23日）
- インモータルズ -神々の戦い- Immortals（2011年11月11日）
- インポッシブル The Impossible（2012年9月9日）
- ムービー43 Movie 43（2013年1月25日）
- 21オーバー 最初の二日酔い 21 and Over（2013年3月1日）
- スティーブ・ジョブズ Jobs（2013年8月16日）
- 恋人まで1% That Awkward Moment（2014年1月27日）
- バッド・ママ Bad Moms（2016年7月29日）
- キミとボクの距離 The Space Between Us（2016年8月19日）
- スウィート17モンスター The Edge of Seventeen（2016年9月30日）